# NGC 777
NGC 777 (również PGC 7584 lub UGC 1476) – galaktyka eliptyczna (E1), znajdująca się w gwiazdozbiorze Trójkąta. Odkrył ją William Herschel 12 września 1784 roku. Należy do galaktyk Seyferta.